# Біллі Рей Сайрус

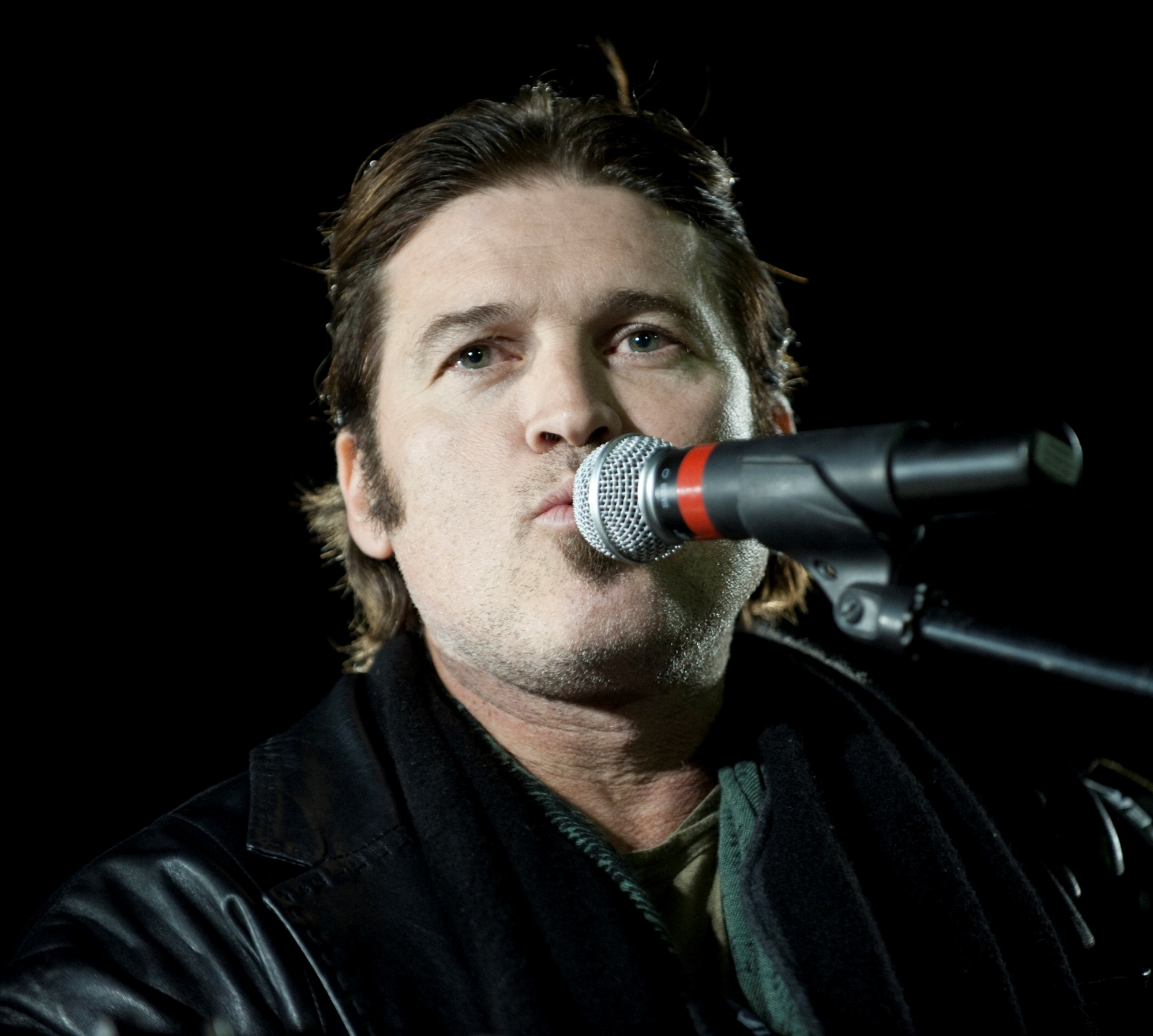
Біллі Рей Сайрус

Бі́ллі Рей Са́йрус (англ. Billy Ray Cyrus; нар. 25 серпня 1961, Флетвудс, штат Кентуккі, США) — американський актор і музикант, виконавець пісень у стилі кантрі. Донька — співачка та кіноакторка Майлі Сайрус. Дебютний альбом Сайруса Some Gave All (1992) очолив американський хіт-парад Billboard 200 та став одним з найбільш успішних кантрі-альбомів за всі часи. 

## Фільмографія

### Актор
| Рік       |    | Українська назва                       | Оригінальна назва              | Роль                  |
| --------- | -- | -------------------------------------- | ------------------------------ | --------------------- |
| 1995      | с  | Няня                                   | The Nanny                      | Біллі Рей Сайрус      |
| 1999      | тф | Малголленд Драйв                       | Mulholland Dr.                 | Джин                  |
| 1999      | с  | Корабель любові                        | Love Boat: The Next Wave       | Лассо Ларрі Ларсена   |
| 2000      | с  | 18 коліс правосуддя                    | 18 Wheels of Justice           | Генрі Коннерс / Кейсі |
| 2000      | в  | Крутий Джек                            | Radical Jack                   | Джек                  |
| 2001      | ф  | Малголленд Драйв                       | Mulholland Dr.                 | Джин                  |
| 2001—2004 | с  | Доктор                                 | Doc                            | доктор Клінт Кессіді  |
| 2002      | с  | Сью Томас: Зоркий детектив             | Sue Thomas: F.B.Eye            | доктор Клінт Кессіді  |
| 2002      | ф  | Щоб ти здох!                           | Wish You Were Dead             | Дін Лонго             |
| 2004      | ф  | Смерть і Техас                         | Death and Texas                | Спод Перкінс          |
| 2004      | ф  | Елвіс залишив будинок                  | Elvis Has Left the Building    | Генк                  |
| 2004      | с  | Деграссі: Наступне покоління           | Degrassi: The Next Generation  | Герцог                |
| 2006—2011 | с  | Ханна Монтана                          | Hannah Montana                 | Роббі Рей Стюарт      |
| 2008      | с  | Фінеас і Ферб                          | Phineas and Ferb               | Бак Бакерсон          |
| 2008      | в  |                                        | Bait Shop                      | Хот Рід Джонсон       |
| 2009      | тф | Різдво в Канаані                       | Christmas in Canaan            | Деніел Бертон         |
| 2009      | ф  | Ханна Монтана                          | Hannah Montana: The Movie      | Роббі Рей Стюарт      |
| 2009      | ф  | Роки летять                            | Flying By                      | Джордж Беррон         |
| 2010      | ф  | Шпигун по сусідству                    | The Spy Next Door              | Колтон Джеймс         |
| 2010      | с  | Ну що, приїхали?                       | Are We There Yet?              | Люк Бонні             |
| 2011—2012 | с  | 90210: Нове покоління                  | 90210                          | Джадд Рідж            |
| 2011      | тф | Різдво повертається в Канаан           | Christmas Comes Home to Canaan | Деніел Бертон         |
| 2014      | тф | Акулячий торнадо 2: Другий за рахунком | Sharknado 2: The Second One    | доктор Квінт          |
| 2014      | ф  | Як кантрі-пісня                        | Like a Country Song            | Бо Рісон              |
| 2014      | с  | Телеведучі                             | Newsreaders                    | Біллі Рей Сайрус      |
| 2016      | тф |                                        | Still the King                 | Вернон Браун          |

### Сценарист, продюсер
| Рік  |     | Українська назва | Оригінальна назва         | Роль      |
| ---- | --- | ---------------- | ------------------------- | --------- |
| 2002 | с   | Доктор           | Doc                       | сценарист |
| 2009 | ф   | Ханна Монтана    | Hannah Montana: The Movie | продюсер  |
| 2011 | с   |                  | Surprise Homecoming       | продюсер  |
| 2014 | док |                  | Stand Up with Hope        | сценарист |
| 2016 | тф  |                  | Still the King            | сценарист |